# Вакцинація проти COVID-19 в Еквадорі
Вакцинація проти COVID-19 в Еквадорі — це кампанія масової імунізації населення Еквадору проти COVID-19 під час пандемії коронавірусної хвороби. Вакцинальна кампанія в країні розпочалась 21 січня 2021 року в містах Кіто та Гуаякіль, на першому етапі щеплення проводились медперсоналу.

## Перебіг вакцинації

### Уряд Леніна Морено
15 грудня 2020 року Національне агентство з регулювання, контролю та нагляду за охороною здоров'я (ARCSA) схвалило використання вакцини Pfizer-BioNTech в Еквадорі.
6 січня 2021 року президент республіки Ленін Морено оголосив про те, що перші 50 тисяч доз вакцини мають надійти 18 січня, але через затримки з розподілом міністр охорони здоров'я Хуан Карлос Севальйос оголосив про надходження вакцини 20 січня.
Представники уряду Еквадору зустрілися з директорами компаній Pfizer і BioNTech, і 13 січня повідомили, що Еквадор отримає 86 тисяч доз вакцини до березня.
20 січня перші 4 тисячі доз вакцини прибули до еропорту імені Маріскаля Сукреа в Кіто рейсом авіакомпанії KLM, де їх отримала віце-президент республіки Марія Алехандра Муньос. Пізніше президент республіки отримав у Гуаякілі інші 4 тисячі доз, які прибули тим самим рейсом в аеропорт імені Хосе Хоакіна де Ольмедо.
21 січня 2021 року почалася вакцинація проти COVID-19 за пілотним планом, у пріоритеті якого були медичний персонал, жителі будинків для літніх людей та персрнал будинків догляду.
Національне агентство з регулювання, контролю та нагляду в галузі охорони здоров'я (ARCSA) також схвалило 22 січня 2021 року використання вакцин Oxford-AstraZeneca, а 25 лютого — вакцину «Коронавак».
2 березня 2021 року нульова фаза завершилася по всій країні, а 3 березня розпочалася перша фаза плану вакцинації, якою було охоплено близько 2 мільйонів осіб, причому найбільшою групою були особи похилого віку.
5 березня 2021 року уряд країни представив офіційний веб-сайт плану вакцинації. Веб-сайт плану вакцинації розроблено викладачами та студентами Вищої політехнічної школи Літораль, а його розміщенням керувало міністерство телекомунікацій. На його сторінці користувачі також могли зареєструватися для отримання вакцинації, але це створило проблеми, і кілька користувачів висловили своє невдоволення в соціальних мережах.
Щоб прискорити матеріально-технічне забезпечення вакцинації, муніципалітети попросили надати їм можливість вести переговори та імпортувати вакцини. Ця пропозиція була предметом консультації з генеральною прокуратурою країни.
12 березня 2021 року Галапагоські острови стали першою провінцією в країні, яка завершила 1 фазу вакцинації.
Президентство Леніна Морено закінчилося 24 травня 2021 року, згідно з даними, за час його президентства вакцинували 1448787 осіб першою дозою та 497559 повним курсом вакцини.

### Уряд Гільєрмо Лассо
Уряд Гільєрмо Лассо розпочав роботу в розпал кризи в галузі охорони здоров'я внаслідок епідемії COVID-19 в Еквадорі, однією з передвиборчих обіцянок Лассо було вакцинувати 9 мільйонів осіб за перші 100 днів його уряду. Новий президент призначив доктора Хімену Гарсон міністром охорони здоров'я, і вона відповідала за вакцинацію.
Вакцинація була призупинена по всій країні в день інавгурації Лассо як президента через переповнення доз, і була відновлена 26 травня 2021 року.
Щоб досягти мети імунізації 9 мільйонів людей, 27 травня 2021 року міністерство охорони здоров'я та Національна виборча рада досягли міжвідомчої угоди щодо підтримки плану вакцинації, який національна виборча рада зобов'язалася підтримати:
- Сприяти виконанню плану вакцинації на виборчих дільницях.[20]
- Надати міністерству охорони здоров'я список виборців, який використовувався під час останніх виборів.[21]
- Створити веб-додаток, щоб люди могли консультуватися на своєму сайті вакцинації, який було представлено 29 травня 2021 року. Цей додаток спочатку мав проблеми з доступом до консультацій через перенасичення консультаціями[22], але пізніше ці проблеми були вирішені.

## Організація
Вакцинальну кампанію проти COVID-19 в Еквадорі проводило міністерство охорони здоров'я країни.
Відповідальний міністр:
- Хуан Карлос Севальйос Лопес (21 січня 2021 року — 1 березня 2021 року)[23]
- Родольфо Фарфан Хайме (1 березня 2021 року — 19 березня 2021 року)[24]
- Мауро Фальконі Гарсія (19 березня 2021 — 8 квітня 2021)[25]
- Каміло Салінас Очоа (8 квітня 2021 року — 24 травня 2021 року)[26]
- Хімена Гарсон Вільяльба (24 травня 2021 року — до кінця епідемії)[27]

## Отримані вакцини
| Вакцина                       | Кількість необхідних доз      | Отримана кількість | Схвалення      | Застосування    |
| ----------------------------- | ----------------------------- | ------------------ | -------------- | --------------- |
| Pfizer–BioNTech               | 2 дози                        | 6 мільйонів        | 15 грудня 2020 | 20 січня 2021   |
| Oxford-AstraZeneca            | 2 дози                        | 5,04 мільйона      | 22 січня 2021  | 22 травня 2021  |
| COVAX                         | 2 дози                        | 7,05 мільйона      | 3 лютого 2021  | 17 березня 2021 |
| Коронавак                     | 2 дози                        | 2 мільйони         | 25 лютого 2021 | 7 квітня 2021   |
| Спутник V                     | 2 дози                        | 18 мільйонів       | 15 травня 2021 | Відкладено      |
| CanSino                       | 1 доза                        | 6мільйонів         | 8 червня 2021  | 16 серпня 2021  |
| Всього замовлених доз вакцини | Всього замовлених доз вакцини | 44,09 мільйона     |                |                 |

## Партії вакцини
- Pfizer–BioNTech: 20 січня 2021 — 8190 доз[29], 17 лютого 2021 — 16380 доз[30], 24 лютого 2021 — 17500 доз[31], 3 березня 2021 — 31590 доз[9], 10 березня 2021 — 73710 доз[32], 17 березня 2021 — 62010 доз[33], 21 березня 2021 — 65520 доз[34], 31 березня 2021 — 66690 доз[35], 5 квітня 2021 — 53820 доз[36], 14 квітня — 53820 доз[37], 21 квітня 2021 — 54990 доз[38], 28 квітня 2021 — 54990 доз, 4 травня 2021 — 100620 доз, 11 травня 2021 — 100620 доз[39], 18 травня 2021 — 170820 доз[40], 25 травня 2021 — 170820 доз[41], 1 червня 2021 — 107640 доз[42], 8 червня 2021 — 108820 доз[43], 15 червня 2021 — 108810 доз[44], 22 червня 2021 — 108810 доз[45], 29 червня 2021 — 108810 доз[46], 1 липня 2021 — 1 мільйон доз[47], 7 липня — 59670 доз[48], 13 липня 2021 — 76050 доз[49], 14 липня 2021 — 379080 доз (через COVAX)[50], 20 липня 2021 — 1177840 доз[51], 27 липня 2021 — 255060 доз[52], 3 серпня 2021 — 271440 доз[53], 10 серпня 2021 — 204750 доз[54], 17 серпня 2021 — 193050 доз[55], 24 серпня 2021 — 197730 доз[56]
- Коронавак: 6 березня 2021 — 20 тисяч доз[57], 7 квітня 2021—300 тисяч доз[58], 10 квітня 2021—700 тисяч доз[59], 29 травня 2021—700 тисяч доз[60], 16 червня 2021—500 тисяч доз[61], 3 липня 2021 — 2 мільйони доз[62], 7 липня 2021 — 1,5 мільйона доз[48], 9 липня 2021—500 тисяч доз[63], 18 липня 2021 — 3 мільйони доз[64], 14 серпня 2021 — 2 мільйони доз[65], 22 серпня 2021 — 2 мільйони доз[66]
- Oxford-AstraZeneca: 17 березня 2021 — 84 тисячі доз (через COVAX)[67], 24 квітня 2021—336 тисяч доз (через COVAX)[39], 22 травня 2021—204 тисячі доз[68], 7 червня 2021—204 тисячі доз[69], 11 червня 2021—336 тисяч доз (через COVAX)[70], 20 червня 2021—206 тисяч доз[71], 16 липня — 287800 доз[72], 16 серпня — 101760 доз[73], 20 серпня 2021 — 163200 доз[74]
- CanSino: 3 серпня 2021—200 тисяч доз[53], 18 серпня 2021—246 тисяч доз[75], 21 серпня 2021 — 54 тисячі доз[76]

## Пожертви
- Чилі 6 березня 2021 Чилі передала 20 тисяч доз вакцини «Коронавак».[77]
- КНР 29 травня 2021 року Китайська Народна Республіка передала 200 тисяч доз вакцини «Коронавак».[78]
- США 1 липня 2021 року США передали 2 мільйони доз вакцини Pfizer-BioNTech у рамках прямої пожертви уряду Байдена низці країн регіону.[79]
- Іспанія 23 липня 2021 року Королівство Іспанія передало країні 102 тисячі доз вакцини Oxford-AstraZeneca, як подарунок короля Філіпа VI, за участю посла Іспанії в Еквадорі.[80]
- Канада 12 серпня 2021 року Канада передала 394950 доз вакцини Oxford-AstraZeneca за ініціативи посла Канади в Еквадорі та прем'єр-міністра Джастіна Трюдо.[81]

## План вакцинації

### Уряд Леніна Морено
22 січня 2021 року уряд Леніна Морено представив наступний план вакцинації, цей план виконувався лише до 1 фази, тому що 24 травня 2021 року розпочав роботу уряд Гільєрмо Лассо, а через кілька днів він представив новий план.
| Фази | Фази         | Група населення | Тривалість                                                                                 | Виконання     | Призначені дози |
| ---- | ------------ | --- | ------------------------------------------------------------------------------------------ | ------------- | --------------- |
|      | Нульова фаза | - Медичний персонал із лікарень із COVID-19 державної та приватної мережі охорони здоров'я - Люди похилого віку в геронтологічних центрах та персонал, який їх обслуговує                           | 22 січня 2021 — 28 лютого 2021                                                             | Виконано      | 50 тисяч        |
|      | Фаза 1       | - Медичний персонал, що залишився - Решта осіб похилого віку - Правоохоронці та пожежники - Персонал з збору відходів - Викладачі всіх рівнів - Персонал стратегічних секторів - Вразливе населення | 3 березня 2021 — 24 травня 2021                                                            | Не виконано   | 2 мільйони      |
|      | Фаза 2       | Масова вакцинація всього населення віком від 18 років за віковими групами від найстаршої до молодшої                                                                                                | Він мав відбутися до кінця 2021 року, але майбутній уряд представив новий план вакцинації. | Нереалізоване | 7 мільйонів     |
|      | Фаза 3       | - Населення, яке за своїм станом не могло бути щеплене на попередніх етапах - Нові цільові групи, які включені відповідно до нових наукових даних                                                   | Він мав відбутися до кінця 2021 року, але майбутній уряд представив новий план вакцинації. | Нереалізоване | 7 мільйонів     |

### Уряд Гільєрмо Лассо
31 травня 2021 року уряд Гільєрмо Лассо представив новий план вакцинації під назвою 9/100, що означає 9 мільйонів вакцинованих за 100 днів.
| Фази | Фази               | Групи населення | Тривалість                      | Стан     | Кількість доз |
| ---- | ------------------ | --- | ------------------------------- | -------- | ------------- |
| 1    | Ми рятуємо життя   | - Особи старші 65 років - Медичний персонал - Особи віком від 50 до 64 років з інвалідністю та хронічними захворюваннями - Особи, які працюють або живуть у дуже заразних умовах | 31 травня 2021 — 15 червня 2021 | Виконано | 9 мільйонів   |
| 1    | Ми рятуємо життя   | - Особи від 50 до 64 років - Особи від 16 до 49 років з інвалідністю та хронічними захворюваннями - Особи, які працюють у стратегічних секторах                                  | 15 червня 2021 — 15 липня 2021  | Виконано | 9 мільйонів   |
| 2    | Ми дбаємо про себе | - Особи від 16 до 49 років - Діти віком від 12 років з інвалідністю та хронічними захворюваннями - Мігранти                                                                      | 15 липня 2021 — 31 серпня 2021  | Виконано | 9 мільйонів   |
| 3    | Ми реактивуємося   | Відставання від попередніх фаз | 1 вересня 2021 — 5 вересня 2021 | Триває   |               |

## Скандали

### Недотримання плану вакцинації
З надходженням першої партії вакцини Pfizer 21 січня 2021 року за допомогою пілотного плану розпочався план вакцинації, який надавав пріоритет медичному персоналу, мешканцям та особам, які доглядають за хворими. Однак у соцмережах надходили скарги на імунізованих сторонніх осіб. 23 січня міністерство охорони здоров'я оприлюднило список із 96 державних установ, де проводиться перший етап вакцинації.
25 січня 2021 року міністр охорони здоров'я Хуан Карлос Севальйос повідомляє, що вакциновано близько 2 тисячі осіб. Проте група лікарів провела сидячу забастовку через неадекватне застосування вакцин, оскільки спочатку було оголошено, що пріоритетом кампанії є медперсонал, який працює безпосередньо в зонах догляду за хворими на COVID-19. Після цього в соцмережах повідомили, що частина вакцин призначена для приватного геріатричного центру. Міністр уточнив, що вакцини застосовуються незалежно від типу центру.
26 січня Народний фронт Еквадору подає ще одну скаргу проти міністра за зловживання довірою щодо використання вакцин з вимогою притягнути його до кримінальної відповідальності. Того ж дня 121 голосом «за» пленарна сесія Національної асамблеї схвалила вимогу звільнити міністра Севальйоса через порушення щодо вакцинації проти COVID-19.

### Відставка та від'їзд з країни міністра Севальйоса
26 лютого 2021 року через Twitter президент Ленін Морено підтвердив остаточну відставку міністра охорони здоров'я Хуана Карлоса Севальйоса, у зв'язку надійшло звернення від громадських організацій до Генеральної прокуратури з проханням не дозволити колишньому міністру покинути країну. Незважаючи на необхідні заходи та наявність кількох скарг на процес вакцинації від коронавірусу, 27 лютого 2021 року було оголошено про від'їзд Севальйоса з країни до Маямі.

### Відставка Родольфо Фарфана Хайме
Пробувши на посаді 18 днів, 19 березня 2021 року Родольфо Фарфан Хайме подав у відставку з посади міністра охорони здоров'я, зазначивши, що це було зроблено з особистих причин. Згодом президент республіки Ленін Морено призначив Мауро Фальконі новим міністром охорони здоров'я.

### Список вакцинованих урядовців
20 березня 2021 року генеральний секретар кабінету міністрів Хорхе Ватед оприлюднив список вакцинованих чинних і колишніх урядовців.
| Ім'я                     | Посада                                                                     |
| ------------------------ | -------------------------------------------------------------------------- |
| Ленін Морено             | Президент Республіки (2017—2021)                                           |
| Росіо Гонсалес де Морено | Перша леді Еквадору (2017—2021)                                            |
| Освальдо Джаррін         | Міністр оборони (2018—2021)                                                |
| Маурісіо Посо            | Міністр економіки та фінансів (2020—2021)                                  |
| Рене Ортіс Дюран         | Міністр енергетики та невідновлюваних природних ресурсів (2020—2021)       |
| Роса Прадо Монкайо       | Міністр туризму (2018—2021)                                                |
| Хуліо Рекальде Убідія    | Міністр міського розвитку та житлово-комунального господарства (2020—2021) |
| Хуан Карлос Севальйос    | Міністр охорони здоров'я (2020—2021)                                       |
| Родольфо Фарфан          | Міністр охорони здоров'я (2021)                                            |

Проте в Секретаріаті з комунікацій президента виправдали щеплення чиновників, заявивши, що:
Глава держави має подвійний стан уразливості, як літня людина та персонал із серйозними обмеженими можливостями, що спонукає його створити епідеміологічне загородження у своєму найближчому оточенні.
Секретар президента з комунікацій
Оригінальний текст (ісп.)
El jefe de Estado tiene doble condición de vulnerabilidad como adulto mayor y personal de alto nivel de discapacidad, eso motiva a crear un cerco epidemiológico en su entorno cercano. Secretaria de comunicaciones de la Presidencia

### Дезорганізація у вакцинації осіб похилого віку
7 квітня 2021 року сталася дезорганізація під час вакцинації літніх людей у кількох лікарнях у Кіто, довгі черги та скупчення людей похилого віку біля центрів вакцинації були проблемами, про які повідомив один із свідків. Після цього скандалу президент республіки Ленін Морено попросив міністра охорони здоров'я Мауро Фальконі піти у відставку та призначив Каміло Салінаса новим міністром охорони здоров'я.

### Обов'язкова вакцинація проти COVID-19
23 грудня, за кілька днів до різдвяних свят, зіткнувшись із раптовим збільшенням кількості хворих з діагнозом COVID-19, уряд країни оголосив вакцинацію обов'язковою, ставши першою країною в регіоні та однією з небагатьох у світі, яка прийняла таку постанову.